# Grande scarpata (Brasile)
La Grande scarpata del Brasile è la più grande formazione geologica che corre lungo gran parte della costa orientale del Brasile a sud della città di Salvador di Bahia.
Corre lungo la costa centrale e meridionale dell'oceano Atlantico, in forte pendenza, separando l'altopiano dalla costa.
La scarpata sale ripida dalla pianura costiera fino ai 2 700 metri s.l.m. dell'altopiano.
La parte superiore della scarpata forma uno spartiacque tra l'interno e le pianure costiere.
Ad eccezione del São Francisco, gran parte dei fiumi drenano nel bacino centrale invece che sulla costa.
La scarpata definisce il bordo orientale della Serra do Mar e di altre catene montuose.